# 路易藏
路易斯·卡洛斯·邦博納托·古拉特（葡萄牙語：Luiz Carlos Bombonato Goulart），一般被稱作路易藏（葡萄牙語：Luizão），1975年11月14日—），巴西足球運動員，司職前鋒，現效力巴西聯賽球會聖卡坦奴。

## 生平
雷薩奧之前主要是在巴西聯賽球會效力，包括較有名的華斯高、山度士、哥連泰斯、彭美拉斯等等。他也曾效力一些海外球會，如西班牙的拉科魯尼亞、德國的哈化柏林和日本的名古屋八鯨。他於2000年南美自由杯中成為當屆的神射手。
雷薩奧曾入選巴西國家隊出戰2002年世界杯，乃當屆冠軍隊成員。

## 榮譽
- 南美自由杯：1998、2005
- 巴西聯賽冠軍：1999
- 2002年世界杯：冠軍